# Jamboree on the Air
Jamboree On The Air, známější pod zkratkou JOTA, je každoroční mezinárodní skautská akce. Účastníci s použitím amatérských vysílačů a přijímačů mohou navazovat spojení s dalšími skauty-radioamatéry na celém světě. Při této příležitostí mohou mladí lidé víc vnímat bratrství a mezinárodní charakter skautingu pomocí moderních techologií a rozvíjet své schopnosti v různých směrech. Akce se koná třetí víkend v říjnu spolu s Jamboree on the Internet (JOTI).
Akci založil Leslie Mitchell během Jamboree 1957 a od té doby ji pořádá Světovou organizací skautského hnutí (WOSM). Odhaduje se, že se každý rok JOTA účastní přibližně 500.000 skautů.
Od roku 1997 existuje paralelní událost nazvaná Jamboree on the Internet, která se koná během stejného víkendu – za použití Internetu spolu mohou chatovat skauti z různých koutů světa.